# フランチェスコ・ロージ
フランチェスコ・ロージ （伊: Francesco Rosi, 1922年11月15日 - 2015年1月10日） は、イタリアの映画監督・脚本家である。

## 来歴
1922年、ナポリに生まれる。法律を学んだが、映画監督を志し、1948年頃からルキノ・ヴィスコンティの下に助手として弟子入りし、1950年代前半にかけて助監督を務める。カモッラのボスのエピソードに基づいた1958年の『挑戦』で知られるようになる。
戦後の崩壊したイタリアを扱った1962年の『シシリーの黒い霧』で第12回ベルリン国際映画祭銀熊賞 (監督賞)を受賞。翌年1963年の『都会を動かす手』でヴェネツィア国際映画祭金獅子賞を受賞。1972年の『黒い砂漠』でカンヌ国際映画祭パルム・ドール受賞により 世界三大映画祭の全てで受賞を成し遂げた。さらに1979年の『エボリ』でモスクワ国際映画祭金賞を受賞し、1981年の『Tre fratelli』はアカデミー外国語映画賞にノミネートされた。
ネオレアリズモの社会派ドキュメンタリーの手法を取り入れ、ピエル・パオロ・パゾリーニやタヴィアーニ兄弟、ヴァレリオ・ズルリーニやエットーレ・スコラらと共に、1960年代から1970年代のイタリア映画のポストネオレアリズモを代表する存在となる。初中期の作品には強い政治的主張が見られるが、円熟期にはより文学的な表現に近づいていった。
2008年の第58回ベルリン国際映画祭では彼の功績を讃えて13作品が特別上映され、金熊名誉賞が授与された。2012年には第69回ヴェネツィア国際映画祭で栄誉金獅子賞が授与された。
2015年1月10日、ローマで死去。92歳。気管支炎のため数週間前から寝たきりだったと伝えられている。

## 勲章
- 1987年4月27日 - イタリア共和国功労勲章グランデ・ウッフィチャーレ[5]
- 1995年6月2日 - イタリア共和国功労勲章カヴァリエーレ・ディ・グラン・クローチェ[6]
- 2009年3月4日 - レジオンドヌール勲章シュヴァリエ[7]

## 監督作品

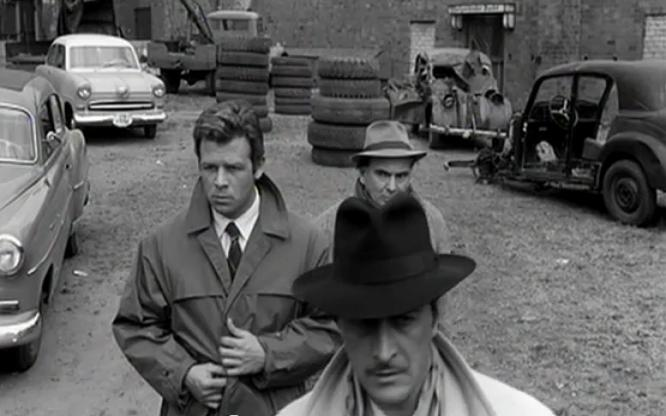
『メリヤス売り』（1959年）

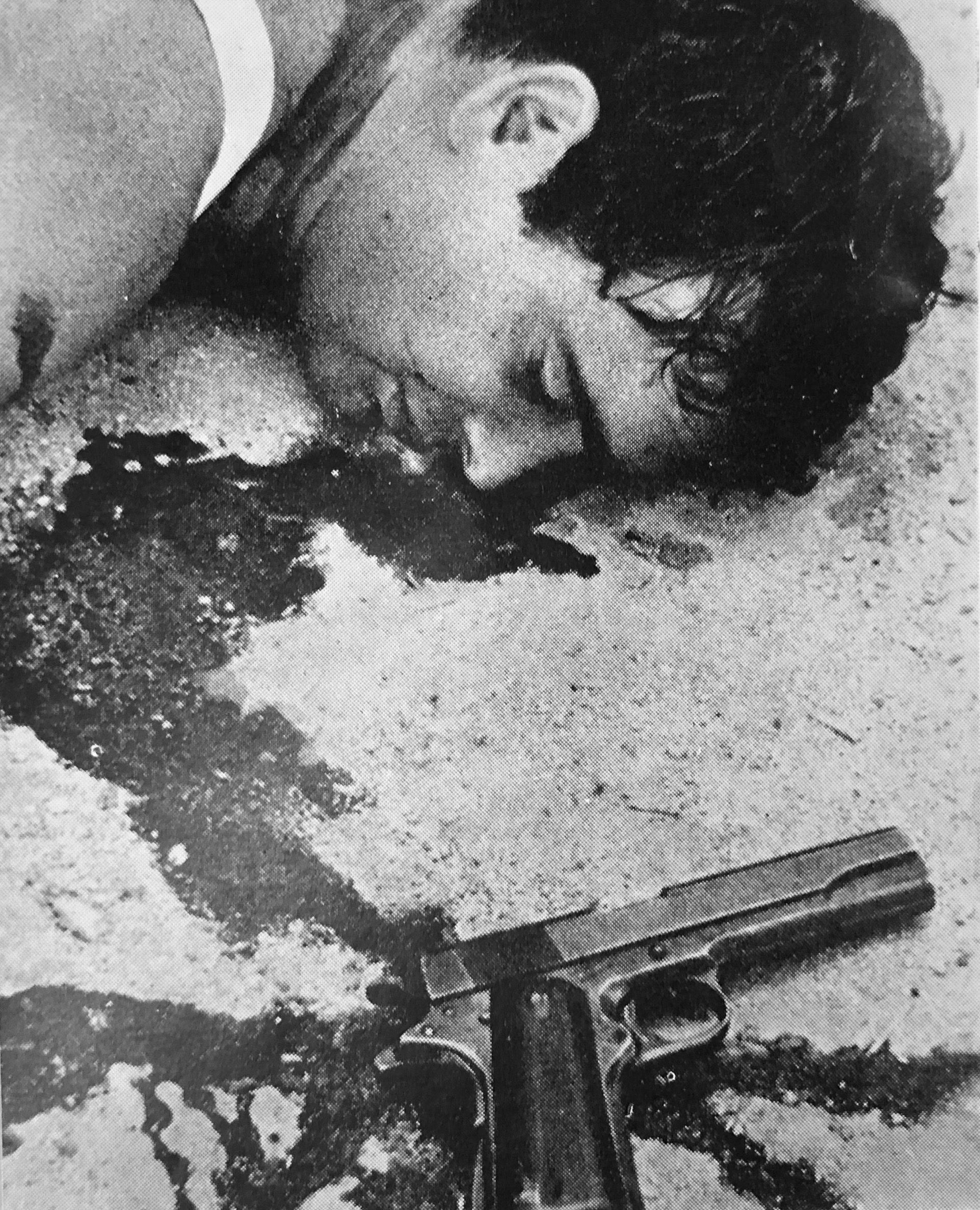
『シシリーの黒い霧』（1962年）

- Camicie rosse （1952年）
- Kean - Genio e sregolatezza （1957年）
- 挑戦 La sfida （1958年）
- メリヤス売り I magliari （1959年）
- シシリーの黒い霧 Salvatore Giuliano （1962年）
- 都会を動かす手 Le mani sulla città （1963年）
- 真実の瞬間 Il Momento della verità （1965年）
- イタリヤ式奇跡 C'era una volta... （1967年）
- 総進撃 Uomini contro （1970年）
- 黒い砂漠 Il Caso Mattei （1972年）
- コーザ・ノストラ Lucky Luciano (1973年)
- ローマに散る Cadaveri eccellenti （1976年）
- エボリ Cristo si è fermato a Eboli （1979年）
- Tre fratelli （1981年）
- カルメン Carmen （1984年）
- 予告された殺人の記録 Cronaca di una morte annunciata （1987年）
- Napoli （1989年） オムニバス『12 registi per 12 città』の一篇
- パレルモ Dimenticare Palermo （1990年）
- Diario napoletano （1992年） ドキュメンタリー
- 遙かなる帰郷 La tregua （1997年）